# 포브스나무쥐
포브스나무쥐 또는 큰나무쥐(Chiruromys forbesi)는 쥐과에 속하는 설치류의 일종이다. 파푸아뉴기니에서만 발견된다.

## 특징
꼬리 길이 211~235mm를 제외한 몸길이가 137~161mm인 보통 크기의 설치류다. 발 길이는 30~37mm, 귀 길이는 11~22.2mm, 몸무게는 최대 122g이다. 최대 85mm 길이의 수염을 갖고 있으며, 귀는 둥글다. 등 쪽 털은 회색빛 갈색을 띠는 반면에 배와 발은 희다. 핵형은 2n=44, FN=48이다.

## 생태
수상성 동물이다. 4~5마리씩 무리를 지어 나무 구멍 속에서 은신한다. 암컷은 한 번에 2~3마리의 새끼를 낳는다. 번식력이 아주 높다.

## 분포 및 서식지
뉴기니섬 동부 지역과 당트르카스토 제도에 널리 분포한다. 해발 최대 1,300m 이하의 습윤 열대 저지대 숲과 산지 이끼림에서 서식한다. 큰 구멍을 가진 나무가 있는 이차림에서 발견되기도 한다.

## 아종
두 종의 아종이 알려져 있다.
- C. f. forbesi - 뉴기니섬 동부
- C. f. pulcher (Thomas, 1895) - 당트르카스토 제도의 노먼비섬, 굿이너프섬, 퍼거슨섬